# 沃德倫角
66°34′S 115°33′E / 66.567°S 115.550°E
沃德倫角（英語：Cape Waldron）是南極洲的海岬，位於威爾克斯地，處於托滕冰川以西，該海岬根據美國海軍拍攝的空中照片繪入地圖，現時由南極條約體系管理。